# آري دي جونغ
آري دي جونغ (بالهولندية: Arie de Jong)‏ هو مترجم وطبيب هولندي، ولد في 18 أكتوبر 1865 في جاكرتا في إندونيسيا، وتوفي في 12 أكتوبر 1957 في بوتن في هولندا.